# Гарри Поттер
Га́рри Джеймс По́ттер (англ. Harry James Potter) — литературный персонаж, главный герой серии романов английской писательницы Джоан Роулинг.
На одиннадцатый день рождения Гарри узнаёт, что является волшебником, и ему уготовано место в школе волшебства «Хогвартс», в которой он будет практиковать магию под руководством директора Альбуса Дамблдора и других школьных профессоров. Также оказывается, что он уже является знаменитостью во всём магическом сообществе романа, и что его судьба связана с судьбой Волан-де-Морта, опасного тёмного мага, убившего среди прочих и его родителей — Лили и Джеймса Поттеров.
Персонаж приобрёл большую популярность во всём мире.

## Общие сведения
- Имя: Гарри Джеймс Поттер (среднее имя получил в честь отца, Джеймса Поттера).
- День рождения: 31 июля 1980 года[1].
- Родители: чистокровный волшебник-анимаг Джеймс Поттер и маглорождённая волшебница Лили Поттер (Эванс).
- Телосложение: худощавый, невысокого роста.
- Особые приметы: носит круглые очки, шрам в виде молнии на лбу.
- Глаза: ярко-зелёные, миндалевидные, как у его матери Лили Поттер (Эванс).
- Необычные способности: волшебник; змееуст (до уничтожения крестража, существовавшего в Гарри), один из лучших ловцов в Хогвартсе, также самый молодой ловец за последние примерно 100 лет. Видимо, свои способности к игре в квиддич унаследовал от отца.
- Факультет: Гриффиндор (Распределяющая шляпа предлагала поступить в Слизерин)
- Патронус: олень
- Квиддич: ловец, капитан команды (с 6 курса). На четвёртом курсе тренировки и матчи были отменены из-за Турнира трёх волшебников, на пятом практически не участвовал в школьных соревнованиях из-за запрета Долорес Амбридж.
- Семья: Джеймс Поттер (отец), Лили Поттер (мать), Сириус Блэк (крёстный отец), Петуния Дурсль (тётя, сестра матери), Вернон Дурсль (дядя), Дадли Дурсль (двоюродный брат), Джинни Уизли (жена), Джеймс Поттер-мл. (сын), Альбус Северус Поттер (сын), Лили Поттер-мл. (дочь).,и другие многочисленные родственники
- Палочка: 11 дюймов, остролист и перо феникса. Сломана Гермионой Грейнджер в 7 части (Гарри Поттер и Дары Смерти). С седьмой части является также хозяином Бузинной Палочки, с помощью которой починил свою первую палочку, а также палочки Драко Малфоя, отобранной у него в поместье Малфоев.
- Любовь: Джинни Уизли, с четвёртого по середину пятого курса нравилась Чжоу Чанг (ловец команды Когтеврана).
- Мётлы: 1) Игрушечная метла, подаренная Сириусом Блэком на первый день рождения Гарри, 2) Нимбус-2000, подаренный Минервой МакГонагалл, 3) Молния, подаренная Сириусом Блэком
- Дети: старший — Джеймс Сириус Поттер (названный в честь отца Гарри, Джеймса Поттера, и крестного отца, Сириуса Блэка), средний — Альбус Северус Поттер (назван в честь двух директоров школы Хогвартс: Альбуса Дамблдора и Северуса Снегга (англ. Snape), младшая — Лили Полумна Поттер (в честь матери Гарри Лили (Эванс) Поттер и друга семьи Полумны Лавгуд).

## Необычные способности и качества

### Магическая защита
Гарри Поттер был защищён мощной магией благодаря его матери, сумевшей применить древнее заклинание защиты во время нападения Тёмного Лорда. Она пожертвовала своей жизнью, чтобы спасти Гарри, и эта защита передалась её ближайшей родственнице — её сестре Петунье. Древняя магия переставала действовать только в двух случаях: по наступлении совершеннолетия (у волшебников это возраст 17 лет), или если он навсегда покидал дом своих родственников. В седьмой части книги он навсегда покидает Тисовую улицу, за несколько дней до своего совершеннолетия. С тех времён эта магия больше не действует.

### Крестраж
Гарри Поттер был незапланированным крестражем Волан-де-Морта. Он стал им в момент убийства Волан-де-Мортом его матери в Годриковой Впадине (самому Гарри тогда было год и три месяца). Это привело к нескольким последствиям:
- Гарри Поттер неоднократно проникал в сознание Волан-де-Морта и, в одном случае, его змеи Нагайны, также являющейся крестражем. За исключением последних по времени случаев, это происходило помимо его воли, обычно во сне, когда сам Волан-де-Морт испытывал сильные эмоции.
- Волан-де-Морт, в свою очередь, тоже мог проникать в сознание Гарри. Он сделал это в конце пятой книги, чтобы заманить Поттера в Отдел Тайн в Министерстве магии, в результате чего в схватке Белатрисса Лестрейндж убила Сириуса Блэка.
- Волан-де-Морт не мог умереть, пока Гарри Поттер не был обезврежен как крестраж. В этом отношении Гарри Поттер не отличался от других крестражей Волан-де-Морта.
- Гарри Поттер был змееустом до того, как перестал быть крестражем.
- Одну из многочисленных атак Волан-де-Морт произвёл в Запретном Лесу, во время Битвы за Хогвартс. Это привело к тому, что часть души Тёмного Лорда покинула Гарри, и тот перестал быть крестражем.

### Другие способности и качества
Гарри Поттер обладает большими способностями в области Защиты от Тёмных Искусств. Уже на третьем курсе он научился вызывать Патронуса.
Гарри Поттер был блестящим игроком в квиддич. Уже на первом курсе он играл за свой факультет как ловец, став самым молодым ловцом за последние 100 лет. В общей сложности он поймал снитч и принёс победу своей команде в 7 из 9 игр (подробнее см. в статье квиддич). Его способности к полётам на метле пригодились не только в квиддиче: в первой книге Гарри поймал птицу-ключ, в четвёртой победил дракона в Турнире трёх волшебников, в седьмой спас Драко Малфоя от Адского Пламени.
По мнению Альбуса Дамблдора, Гарри Поттер — человек, полностью лишённый эгоизма.
Гарри Поттер владел змеиным языком или Парселтангом (англ. Parseltongue). Эта способность, о которой мальчик ранее не подозревал, проявилась у него ещё до учёбы в Хогвартсе, в террариуме (хотя сам он не понял, что шипит, а не говорит), когда Дурсли, не видя иного выхода, были вынуждены взять его в поездку в зоопарк, которую они устроили в день рождения двоюродного брата Гарри — Дадли.

### Характер
Гарри вырос в тяжёлой эмоциональной обстановке, но это не сказалось плохо на его характере. Помимо доброты и отваги, Гарри наделён такими качествами, как милосердие, сострадание и способность к самопожертвованию. Гарри — хороший друг и товарищ, не любит врать, всегда старается помочь тем, кто нуждается в помощи. Вместе с этим Гарри умеет постоять за себя, что объясняется твёрдостью характера. Гарри часто мучают противоречия из-за того, что он был крестражем Волан-де-Морта, но его светлая сторона всегда одерживала верх. Вместе с потерей своего крёстного отца Гарри приобретает некоторую мрачную решимость. К недостаткам Гарри можно отнести некоторую скрытность и замкнутость, часто он считает, что способен действовать только в одиночку.

## Персонаж в книгах

### Философский камень
Родители Гарри Поттера, который является потомком младшего из братьев Певереллов, — волшебники — мракоборцы Лили (Эванс) Поттер и Джеймс Поттер. Лучший друг Джеймса Поттера и его однокурсник, анимаг Сириус Блэк, стал крёстным отцом Гарри.
До рождения Гарри в 1980 году провидица Сивилла Трелони произнесла в беседе с главой Хогвартса Дамблдором пророчество о том, что в конце июля родится мальчик, родители которого три раза бросали вызов вступившему на путь зла бывшему ученику Хогвартса Волан-де-Морту, и который или сможет победить Тёмного Лорда, или погибнет от его рук. Под условия пророчества подходили Гарри Поттер и родившийся на день раньше сын мракоборцев Фрэнка и Алисы Невилл Долгопупс. Лорд Волан-де-Морт, узнав о пророчестве от своего сторонника Северуса Снегга, решил уничтожить ребёнка, выбрав Гарри. Лили и Джеймс Поттеры использовали заклятие доверия, сделав Хранителем Тайны Сириуса Блэка, но в последний момент Блэку удалось уговорить семейную чету передать тайну укрытия Лили, Джеймса и Гарри, другому анимагу — Питеру Петтигрю, который предал их.
В следующем году вечером 31 октября Тёмный Лорд, узнав о местоположении Гарри, появился в Годриковой Впадине и напал на семью. Джеймс пытался защитить семью, но погиб от смертельного заклинания Авада Кедавра. По просьбе Северуса Снегга Тёмный Лорд собирался пощадить Лили, но она встала на его пути, защищая ребёнка. Тогда он убил и её. Когда Волан-де-Морт попробовал убить Гарри, Древнее заклинание защиты Лили отразило заклинание Авада Кедавра, оставив только шрам на лбу Гарри и ударив по Волан-де-Морту. Это нейтрализовало его на тринадцать лет, в результате образовался последний крестраж, которым стал Гарри, получивший шрам в виде молнии на лбу. Это была первая попытка убить Гарри Поттера. Ребёнка забрал с места трагедии Рубеус Хагрид и оставил его на пороге дома родственников — семьи Дурслей.
Первые 10 лет своей жизни Гарри жил, не подозревая о существовании магии. Дурсли держали его в подчинении и угнетении, надеясь таким образом нейтрализовать способности к волшебству, которые они считали ненормальными. Однако, несмотря на это, Гарри иногда проявлял магические способности, за что его каждый раз наказывали.
В одиннадцатый день рождения ему стали приходить письма из Хогвартса, но Дурсли уничтожали их, не позволяя Гарри их читать. Из-за этого письма приходили снова. Кончилось это тем, что Дурслей и Гарри, попытавшихся спрятаться от писем в хижине на острове посреди моря, посетил полувеликан Хагрид, который рассказал мальчику о его прошлом и мире волшебников. Вместе с ним Гарри посетил Косой переулок, чтобы купить всё необходимое для школы, а заодно познакомился с мастером изготовления палочек Олливандером. Помимо магазинов, в Косом переулке Хагрид и Гарри посетили отделение банка Гринготтс, и Гарри с удивлением узнал, что он богат. Там же Хагрид забрал философский камень, созданный Николасом Фламелем. Месяц спустя Гарри сел на Хогвартс-экспресс и прибыл в Хогвартс.
В поезде, едущем в Хогвартс, Гарри Поттер познакомился с Роном, Фредом и Джорджем Уизли и Гермионой Грейнджер. Сын Пожирателя Смерти Люциуса Малфоя Драко Малфой также предложил ему дружбу (они встречались в магазине мадам Малкин, находящимся в Косом переулке), но Гарри не понравились его совет не дружить с Роном и презрительное отношение к Хагриду. Гарри и Драко поссорились, с тех пор Драко стал его врагом.
Распределяющая шляпа предложила Гарри отправиться в Слизерин, но он отказался. Тогда она отправила его в Гриффиндор, куда также попали Рон с Гермионой.
На первом курсе Гарри и Рон подружились с Гермионой Грейнджер после победы над троллем в Хэллоуин. Профессор зельеварения Северус Снегг возненавидел Гарри из-за сложных отношений с его отцом Джеймсом, с которым раньше учился в школе. На первом курсе Гарри не знал причин этой ненависти.
У Гарри обнаружился выдающийся талант к полётам на метле. Он был принят ловцом в команду Гриффиндора по квиддичу, став самым молодым ловцом за последние 100 лет. В дальнейшем Гарри оказался отличным игроком (подробнее см. статью квиддич).
Во время первой из игр метла начала сбрасывать Гарри в результате колдовства слабого и наивного профессора защиты от тёмных искусств Квиррелла, служившего Волан-де-Морту. Снегг защищал Гарри своей магией. Благодаря Гермионе, которая приняла это за нападение, кинулась поджечь его мантию и случайно сбила с ног Квиррелла, проклятие прекратило действовать, и метла перестала сбрасывать Поттера. Так закончилась неудачей вторая попытка убить Гарри.
Третья такая попытка произошла после того, как Гарри при поддержке друзей пробрался в комнату, где находился философский камень. Оказалось, что его хочет украсть Квиррелл, в которого вселился Волан-де-Морт. Цель кражи — возрождение Волан-де-Морта. Гарри сумел получить философский камень из зеркала Еиналеж, помешать Квирреллу украсть камень и, благодаря магической защите, продержаться в битве против профессора до прихода Альбуса Дамблдора, спасшего Гарри. Квиррелл погиб от прикосновения рук Гарри, а Волан-де-Морт не смог возродиться. Так провалилась третья попытка убить Гарри Поттера.
Благодаря тому, что Альбус Дамблдор присудил Рону, Гермионе, Невиллу и Гарри дополнительных 170 баллов в конце года, факультет выиграл соревнование.

### Тайная комната
Гарри был заперт Дурслями в своей комнате после визита эльфа-домовика Добби, который предупредил его об опасности и набедокурил, чтоб Гарри не вернулся в школу. Рон Уизли при помощи братьев спас его и доставил в дом своих родителей. В дальнейшем Гарри прибыл в сопровождении семьи Рона в книжный магазин, где познакомился с главой попечительского совета Хогвартса Люциусом Малфоем. После начала учебного года обитатели Хогвартса начали попадать в госпиталь Хогвартса из-за необычных изменений — они цепенели. А возле их тел стали появляться надписи о том, что Тайная Комната в Хогвартсе открыта. Поскольку первую жертву, кошку школьного сторожа мистера Филча, первым обнаружил Гарри, студенты заподозрили его в том, что это он виновен в нападениях.
В середине года студенты и преподаватели Хогвартса, в том числе Гарри, узнали о том, что он — змееуст. В течение нескольких месяцев Гарри боялись и не любили, считая его наследником Салазара Слизерина. По легенде Хогвартса, именно Слизерин создал Тайную Комнату и спрятал в ней страшное чудовище, которое должно убить в школе всех тех, кто недостоин изучать магическое искусство. Только после попадания в больницу Гермионы Грейнджер студенты убедились, что Гарри Поттер невиновен.
На протяжении учебного года Гарри, получивший дневник Тома Реддла, а также Рон и Гермиона проводили расследование с целью выяснить причины происходящего с обитателями Хогвартса. После пропажи Джинни Уизли Гарри и Рону удалось выяснить, что причиной является змей-василиск. Гарри с помощью Рона сумел добраться до Тайной Комнаты, где встретил Тома Реддла и узнал, кто он такой. Том сначала рассказал ему о своих планах, а потом натравил на Гарри василиска. Гарри сумел убить василиска мечом Гриффиндора, после чего проткнул дневник ядовитым клыком гигантской змеи. В итоге из дневника вытекли чернила, после чего Том Реддл исчез. Но в ходе сражения Гарри был отравлен ядом василиска, от которого должен был погибнуть, однако ему приходит на помощь отправленная Дамблдором птица-феникс Фоукс, которая, излечив Гарри, помогает мальчику и всем его спутникам, включая Джинни, выбраться из Тайной комнаты.
В последний день Гарри доказал невиновность Хагрида в смерти Плаксы Миртл (единственной ученицы, которая в своё время погибла в школе, увидев василиска), разоблачил Люциуса Малфоя, подкинувшего дневник Тома Реддла в котёл Джинни Уизли и задумавшего возглавить школу[прояснить], и освободил Добби, домового эльфа Малфоев, от тирании хозяина. Добби стал свободным эльфом и пообещал выполнять просьбы Гарри.

### Узник Азкабана
Гарри ссорится с Дурслями и сбегает из их дома. На одной из улиц он видит чёрного пса и садится на автобус Ночной Рыцарь. От мистера Уизли Гарри узнаёт, что опаснейший преступник Сириус Блэк сбежал из Азкабана для того, чтобы убить Гарри и закончить дело своего хозяина. Во время поездки в Хогвартс Гарри впервые встречает в поезде дементора, который искал Блэка. Возможно, почуяв некую взаимосвязь Гарри и Сириуса, дементор напал на Гарри, в результате чего Гарри потерял сознание, но его защитил профессор — Римус Люпин (впоследствии оказавшийся оборотнем).
В течение года, благодаря Люпину, Гарри научился вызывать Патронуса (у Гарри он принимал вид оленя), для чего они используют боггарта, принимающего при виде Гарри облик дементора. Благодаря Джорджу и Фреду Уизли (братьям Рона) в руки Гарри попадает карта Мародёров, которая, наравне с мантией-невидимкой, становится неизменной спутницей Гарри в его многочисленных приключениях и помогает выйти из Хогвартса никем не замеченным.
Позже Гарри встретил Сириуса Блэка в Визжащей Хижине и узнал, что его обвинили и отправили в Азкабан несправедливо. Гарри не удалось доказать невиновность Сириуса: анимаг-предатель Питер Петтигрю, настоящий преступник, который всё это время притворялся домашней крысой Рона, сбежал. Блэк попал в руки правосудия. Не позволив Сириусу сразу убить Питера, Поттер спас жизнь Петтигрю. Гарри, спасая Блэка, подвергся атаке дементоров, но был спасён самим собой, вернувшимся позже в прошлое.
Впоследствии Блэк стал другом Гарри и, насколько это было возможно, стал исполнять обязанности крёстного отца.

### Кубок огня
Гарри Поттер посещает вместе с друзьями чемпионат мира по квиддичу, где становится свидетелем нападения Пожирателей Смерти. Чуть позже Пожиратель Смерти Барти Крауч-младший, выполняя приказ Тёмного Лорда, пленяет мракоборца Аластора Грюма и под его видом преподаёт в Хогвартсе, где знакомит Гарри с Непростительными Заклинаниями.
Позже Кубок огня, вопреки нескольким правилам, выбрал Гарри Поттера для участия в проходившем в тот период в Хогвартсе Турнире трёх волшебников, хотя он не выставлял свою кандидатуру. Используя подсказки лже-Грюма, Гарри сумел справиться с первыми двумя заданиями: добыть яйцо дракона и спасти Рона из озера.
Последним заданием был поиск в лабиринте из колючего кустарника Кубка Трёх Волшебников, после чего Гарри и другой чемпион Хогвартса Седрик Диггори попали на кладбище недалеко от усадьбы Мраксов, где находились Питер Петтигрю и лорд Волан-де-Морт. По приказу Лорда Петтигрю убил Диггори и переместил Гарри на могилу Реддла-старшего. Хвост использовал свою руку, часть праха Тома Реддла-Старшего и кровь Гарри для возрождения Волан-де-Морта. Отныне в жилах Волан-де-Морта текла кровь Лили Поттер, поэтому «защита крови» частично перестала работать: возродившийся Тёмный Лорд теперь мог прикасаться к Гарри и не обжигаться при этом. В последующей дуэли Тёмный Лорд на глазах у Пожирателей Смерти во главе с Люциусом Малфоем не смог убить Поттера, потому что их волшебные палочки оказались сделаны из пера одного и того же феникса. Более того, души последних убитых Тёмным Лордом, среди которых, в частности, были и родители Гарри, пришли на помощь Гарри. Одной рукой Поттер взялся за безжизненное тело Седрика Диггори, а другой рукой вновь коснулся Кубка — и оказался в Хогвартсе, где Крауч-младший был разоблачён. Так закончилась четвёртая попытка убить Гарри Поттера.
Гарри был объявлен победителем Турнира. Деньги за победу — тысячу галлеонов — он отдал Джорджу и Фреду Уизли на их собственный магазин «Волшебные Вредилки Братьев Уизли».

### Орден Феникса
Летом на Гарри и Дадли напали дементоры. Оба спаслись лишь благодаря тому, что Гарри сумел вызвать Патронуса, тем не менее юный волшебник был обвинен в незаконном использовании магии и мог быть исключен из Хогвартса, однако Аластор Грюм доставил его в дом Блэков — резиденцию Ордена Феникса. Состоялось официальное слушание, но благодаря защите Альбуса Дамблдора Гарри Поттер смог оправдаться.
Министерство магии официально отрицало возрождение Волан-де-Морта, поскольку никаких свидетельств этому, кроме слов Гарри и Дамблдора, не было. Газета «Ежедневный Пророк» стала представлять Поттера тщеславным выдумщиком, насмехаясь над его рассказами о возвращении Тёмного Лорда.
После возрождения Волан-де-Морта у Гарри стал часто болеть шрам. Кроме того, Гарри нередко чувствовал эмоции Волан-де-Морта и видел во сне его действия. По просьбе Дамблдора Поттер тайно обучался окклюменции у профессора Снегга. Занятия были безуспешны. После того как Гарри заглянул в Омут Памяти и посмотрел одно из детских воспоминаний Снегга — эпизод, во время которого отец Гарри совершил неприятную выходку в отношении Северуса, — тот выгнал Гарри и прекратил занятия.
Долорес Амбридж, назначенная Министерством на должность преподавателя защиты от Тёмных искусств, в соответствии с официальной позицией министерства магии отрицала возрождение Тёмного Лорда. Поттера, заявившего, что он сам видел Тёмного Лорда, она в наказание заставила в течение недели по много часов в день писать «Я не должен лгать» заколдованным пером, процарапывавшим эту надпись на коже руки мальчика и писавшим кровью Гарри. После этого у Гарри на руке навсегда остался шрам в виде надписи «Я не должен лгать».
Поскольку занятия Амбридж состояли из теории и не содержали практики, Гарри Поттер стал тайно учить всех желающих, организовав при помощи Гермионы Отряд Дамблдора в целях борьбы с Тёмным Лордом. За небольшое время существования организации, штаб-квартира которой расположилась в Выручай-комнате, Гарри успел многому их научить. Мариэтта Эджком предала Отряд Дамблдора, и опять же Дамблдор помог Гарри оправдаться. Однако при попытке ареста сам Альбус сумел сбежать, и Долорес стала новым главой школы.
Во время экзамена по истории магии Гарри Поттер заснул и увидел, как в отделе тайн министерства магии пытают Сириуса Блэка. Гарри, Рон и Гермиона решили попытаться спасти Блэка. Однако они попадают в руки Инспекционной Дружины во главе с Драко Малфоем, и Долорес собирается наказать Поттера-младшего. Но тот выманивает её в Запретный лес и оставляет в руках кентавров.
Гарри с друзьями проник в Отдел тайн Министерства магии, где нашёл касающееся его пророчество. В этот момент появились Пожиратели смерти во главе с Малфоем-старшим и потребовали отдать пророчество: сон Гарри оказался подстроенной Тёмным Лордом ловушкой. Членам Отряда Дамблдора в ходе боя с Пожирателями Смерти удалось продержаться до появления членов Ордена Феникса, однако Сириус Блэк погибает в ходе поединка. В битву вмешался сам Волан-де-Морт и попытался убить Гарри за то, что тот помешал ему завладеть пророчеством, но появившийся Дамблдор сумел защитить Гарри от смертоносного заклятия и сам вступил в битву с Тёмным Лордом. Том Реддл-младший вселился в Гарри, думая, что Дамблдор лишит жизни Поттера-младшего, но это не произошло. Так закончилась шестая попытка убить Гарри Поттера. Дуэль Дамблдора с Волан-де-Мортом окончилась ничьей. Пророчество было разбито.
После битвы стало невозможным отрицать возвращение Волан-де-Морта, исчезновение которого из Министерства видели его сотрудники, поэтому преследование Поттера и Дамблдора в печати прекратилось.

### Принц-полукровка
Гарри Поттер унаследовал от Сириуса Блэка его дом и домового эльфа Кикимера. Орден Феникса использовал его дом для собраний.
Благодаря старому учебнику с комментариями юного Северуса Снегга (ранее называвшего себя Принцем-Полукровкой, поскольку мать носила фамилию Принц, а отец был маглом), который Гарри получил в Хогвартсе, Поттер стал лучшим на занятиях зельеварения своего курса. Одновременно Гарри раскрыл то, что Драко стал Пожирателем Смерти и организовывал по приказу Тёмного Лорда покушения на Дамблдора.
Гарри помог Дамблдору добыть от профессора Слизнорта ценную информацию о крестражах и согласился помочь Дамблдору в их поиске. Более того, Гарри участвовал в поиске одного из них — медальона Слизерина. Причём оба они чудом уцелели, так как Дамблдор мог умереть из-за отравленного зелья, а Гарри мог погибнуть от руки инферналов. Однако в руки профессора и его ученика попал ложный медальон, и они сумели вернуться в школу, куда Драко за это время успел провести отряд Пожирателей Смерти, который должен был помочь Малфою-младшему выполнить волю Волан-де-Морта: убить Альбуса Дамблдора. Однако Драко не хватает воли сделать это, и директора убивает на глазах у Гарри Северус Снегг. Перед тем как покинуть школу вместе с Драко Малфоем, Снегг говорит Гарри, что в школьные годы называл себя «Принцем-полукровкой». Гарри подбирает возле тела Дамблдора медальон, полученный в пещере. В выпавшей из медальона записке, подписанной неким «Р. А. Б.» говорится о том, что истинный крестраж похищен. Выходит, что смерть Дамблдора была напрасной.
В конце книги говорится, что Гарри решил не идти в школу в следующем году, а заняться поиском оставшихся крестражей. К нему присоединились друзья – Рон и Гермиона.

### Дары Смерти
Гарри Поттер провёл последний месяц в доме дяди и тёти. Магическая защита, полученная им благодаря самопожертвованию матери, защищала его не позже чем до совершеннолетия. Одновременно Волан-де-Морт превратил поместье Малфоев в штаб-квартиру и задумал уничтожить Гарри и захватить Министерство магии.
Для переправки Гарри в охраняемое убежище была организована операция «Семь Поттеров». Во время переправки на Гарри попытался напасть Волан-де-Морт с Пожирателями смерти, однако, благодаря палочке Гарри, узнавшей врага и сработавшей автоматически, Гарри удалось достичь цели — дома семьи Уизли. Так закончилась седьмая попытка убить Гарри Поттера. Во время этой операции погибли Аластор Грюм и сова Гарри, Букля.
Завещанием Дамблдора Гарри получил из рук нового министра магии Скримджера снитч, который он поймал на первом своём матче по квиддичу. Поттер-младший присутствует на свадьбе Билла Уизли и Флёр Делакур, во время которой знакомится с отцом Полумны Лавгуд и другом Дамблдора Дожем. Однако гости свадьбы узнают о падении Министерства магии, и гриффиндорская троица успевает бежать.
В течение большей части романа «Гарри Поттер и Дары Смерти», Гарри вместе с друзьями, разгадывая загадки и посещая различные места, отыскивал крестражи и уничтожал их. Очередной крестраж находился в Хогвартсе — Гарри, Рон и Гермиона добрались туда, после чего крестраж был найден и уничтожен. По их мнению оставался всего один крестраж — змея Нагайна.
Во время битвы за Хогвартс, Гарри добрался до Визжащей хижины, где находился Волан-де-Морт со змеёй. Он присутствовал при смерти Северуса Снегга, которого Тёмный Лорд ошибочно признал в качестве хозяина Бузинной палочки. Профессор, умирая, успел передать Гарри свои воспоминания. Из воспоминаний Гарри узнал, что ещё один крестраж — он сам, а Снегг, будучи в молодые годы сторонником Тёмного Лорда, из-за любви к Лили Поттер перешёл на сторону Дамблдора. Гарри решил, передав Невиллу обязанность убить змею, прийти к Волан-де-Морту, чтобы быть убитым.
Гарри встретился со своими родителями и друзьями Люпином и Блэком при помощи Воскрешающего камня. Затем он пришёл к Волан-де-Морту, и тот атаковал его заклятием Авада Кедавра. Очнувшись в неком месте похожем на вокзал «Кингс-Кросс» Гарри встретился с Дамблдором. Поговорив с ним, он понял, что часть души Волан-де-Морта, жившая в нём, уничтожена. Поттер вернулся обратно, его тело отнесли к Хогвартсу, после чего по воле обстоятельств Гарри встретился с Волан-де-Мортом один на один в Большом зале и победил его.

## Дальнейшая судьба
После победы над Волан-де-Мортом Гарри женился на Джинни Уизли. У них родилось трое детей: Джеймс Сириус Поттер, Альбус Северус Поттер и Лили Луна Поттер. Гарри является крёстным отцом Тедди Люпина (сына Римуса Люпина и Нимфадоры Тонкс, которые погибли во время битвы за Хогвартс), с которым находится в отличных отношениях: Тедди практически стал членом семьи Поттеров.
Несмотря на то, что Гарри (как и Рон) не вернулся в Хогвартс после победы над Волан-де-Мортом, он возглавил Управление мракоборцев. Гарри также добился, чтобы портрет профессора Снегга повесили в директорском кабинете.

## Прототип
Во многом образ Гарри — собирательный. Его внешность Роулинг отчасти позаимствовала у своего старинного друга Яна Поттера (Ian Potter), с которым играла в возрасте 2-7 лет в волшебников, когда жила в Уинтербурне. Как и Гарри, Ян в детстве носил круглые очки. По мнению прессы, именно от него Джоан взяла фамилию Поттер, которая ей очень нравилась, потому что свою собственную — Роулинг — она по каким-то причинам не любила. После выхода книги мать Яна Руби, которая во времена их детства близко дружила с матерью Джоан Энн Роулинг, написала Джоан поздравление с творческой удачей. В ответном письме Джоан поблагодарила Руби и при этом заверила её, что прототипом Гарри был вовсе не Ян. Хотя сама Роулинг не отрицает тот факт, что Гарри получил свою фамилию именно от Яна Поттера, Шон Смит, написавший в 2002 году биографию писательницы, выдвигает предположение, что фамилию Джоан могла взять от писателя Денниса Поттера, живущего в Динском Лесу, куда семья Роулинг переехала в 1974 году.

## Влияние на культуру
- Слово «магл» было внесено в Оксфордский словарь английского языка в 2003 году[6].
- В 2002 году на открытии выставки Consumer Electronics Show (CES), во время выступления Билла Гейтса был показан видеоролик, в котором глава корпорации Microsoft предстал в роли Гарри Поттера[7].
- Сооснователь и научный сотрудник Института сингулярности Элиезер Юдковски (США) в 2010—2015 годах написал и опубликовал фанфик «Гарри Поттер и методы рационального мышления», который «вызвал бурю в фанфик-сообществе»[8].
- В 2022 году после начала вторжения России на Украину в городе Познань (Польша) появился мурал, где Президент Украины Владимир Зеленский изображён в образе Гарри Поттера[9].
- В 2025 году персонаж Гарри Поттера дебютировал в манге. Впервые это произошло на страницах еженедельного журнала Shonen Sunday magazine в рамках кроссовера с персонажами популярной серии манги "Детектив Конан"[10].

### Роль в кинематографе
- Дэниел Рэдклифф исполнил роль Гарри Поттера во всех экранизациях романов Роулинг.
- Кевин Макдональд (пародийный персонаж Гарри Шпроттер — толстый старый мужчина, «Очень эпическое кино»).
- Начиная со второго фильма роль Дэниела Рэдклиффа на русский язык дублировал Николай Быстров[11], а в первом фильме роль дублировал Алексей Елистратов[12].

## Прочие факты
- На кладбище в г. Рамле (под Тель-Авивом) находится могила 17-летнего (согласно надписи, 19-летнего) рядового Вустерширского полка армии Великобритании Гарри Поттера по прозвищу «Гарри-авария», погибшего 22 июля 1939 года в столкновении с повстанцами на шоссе под Хевроном. Благодаря книге Роулинг могила стала привлекать множество туристов и была добавлена в официальный список достопримечательностей, превратившись в самую посещаемую могилу в Израиле. Это — самый известный из Гарри Поттеров английской армии, всего же, по данным Комиссии военных захоронений, в боях погибло 20 Гарри Поттеров; могилы Гарри Поттеров есть в Эль-Аламейне, в Тобруке, под Сингапуром, под Ипром[13].
- В американском штате Флорида жил человек по имени Гарри Поттер. В 2007 году обладателю имени волшебника было уже 78 лет. Пенсионеру звонили дети, а представители телеканалов обращались с просьбой дать интервью[14].

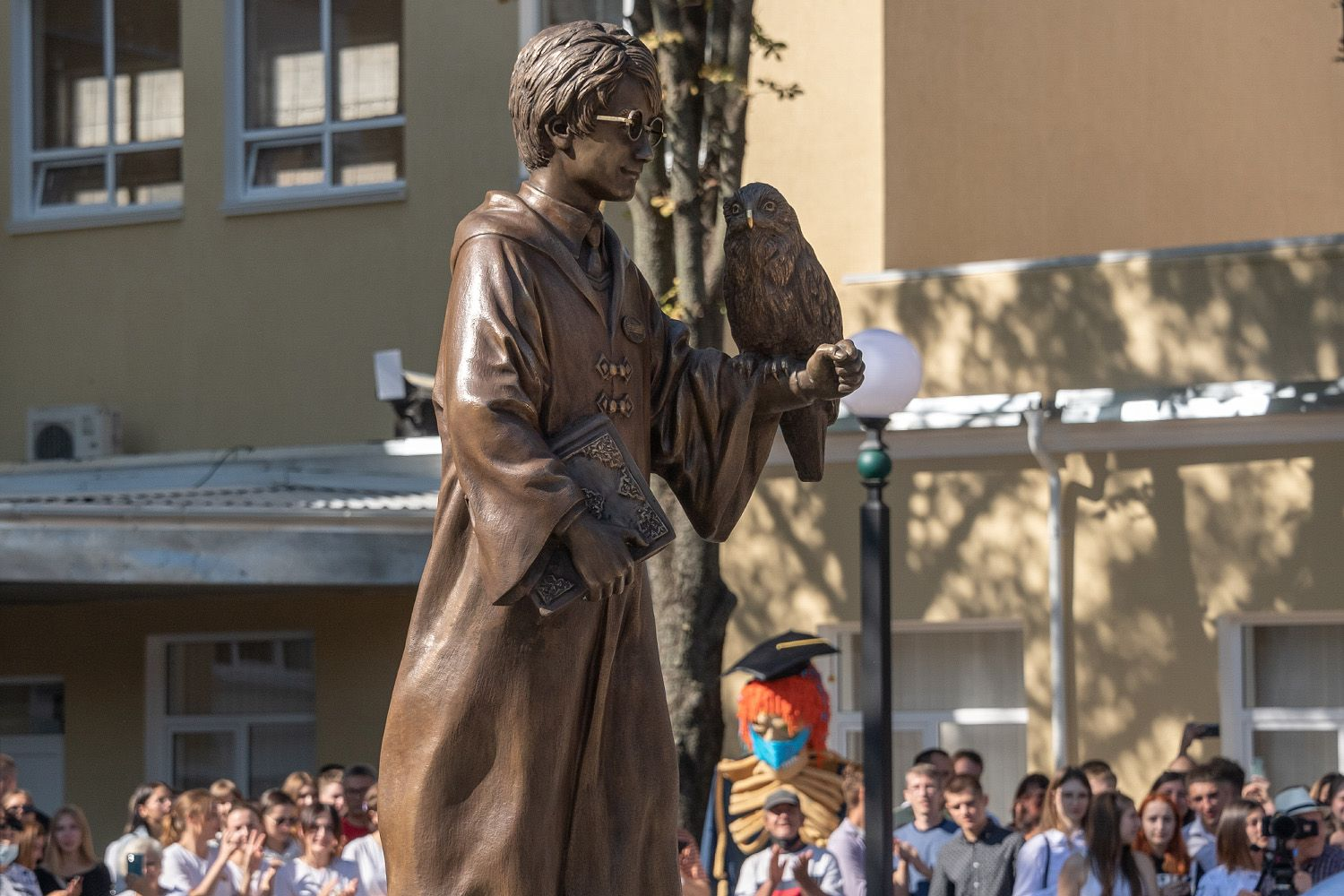
Памятник студенту в образе Гарри Поттера в Тирасполе

- В фильме 1986 года «Тролль» двух главных героев зовут Гарри Поттер-старший и Гарри Поттер-младший. В связи с тем, что эта лента вышла за 11 лет до появления первой книги о юном волшебнике, создатели картины подозревают Джоан Роулинг в плагиате[15][16]. В 2011 году было объявлено, что у «Тролля» возможно будет приквел с рабочим названием «Тролль: Расцвет (Восхождение) Гарри Поттера» (англ. The Troll: Rise of Harry Potter). При этом ни Роулинг, ни Warner Bros. не смогут подать по этому поводу в суд за использование словосочетания «Гарри Поттер»[17]. В 2015 году было сообщено, что выход The Troll: Rise of Harry Potter планируется в 2017 году, а в 2016 году выйдет одноимённый мультсериал[18].
- 31 июля 2016 года в свет официально вышла 8 часть книги о Гарри Поттере. «Гарри Поттер и проклятое дитя» выпускается в формате «script-book» (книга-сценарий), это означает, что повествование идёт не как в романе, а скорее как в пьесе. На протяжении всего периода предпоказов спектакля (с 7 июня и до 30 июля) текст сценария будет многократно изменяться в зависимости от реакции зрителей. Поэтому 31 июля выйдет первоначальная версия сценария с заголовком «Специальное Репетиционное Издание», а затем, в начале 2017 года, на прилавках магазинов её заменит новая версия, с учётом всех доработок и изменений — «Окончательное Издание»; В России репетиционное издание книги выйдет в переводе М. Спивак (изд. Махаон) приблизительно в конце ноября 2016 года. Спустя некоторое время его также заменит «Окончательное издание». Официальное русское название книги — «Гарри Поттер и Окаянное Дитя»[19]. Главным героем книги является Альбус Северус Поттер, сын Гарри Поттера. По сюжету, он вместе с сыном Драко Малфоя отправляется в прошлое, чтобы спасти Седрика Диггори. Но действия героев приводят к непредсказуемым последствиям.
- «Гарри Поттер» стал настолько значительной частью жизни некоторых молодых людей, что после завершения романа была открыта горячая линия психологической помощи для фанатов, которые не могли смириться с окончанием истории[20].
- 1 сентября 2021 года в Тирасполе (Приднестровье) возле здания Приднестровского государственного университета открыли памятник студенту в образе Гарри Поттера. В церемонии открытия участвовали президент Приднестровья Вадим Красносельский, а также члены Правительства и Парламента[21].
- В декабре 2021 года первое издание романа «Гарри Поттер и философский камень» было продано на аукционе в США за $471 тыс., что стало рекордом для коммерческих книг, изданных в XX веке. Книга была издана в Великобритании в 1997 году тиражом всего 500 экземпляров.[22]